# Toxoproctis eumorpha
Toxoproctis eumorpha är en fjärilsart som beskrevs av Collenette 1932. Toxoproctis eumorpha ingår i släktet Toxoproctis och familjen tofsspinnare. Inga underarter finns listade i Catalogue of Life.